# Star House

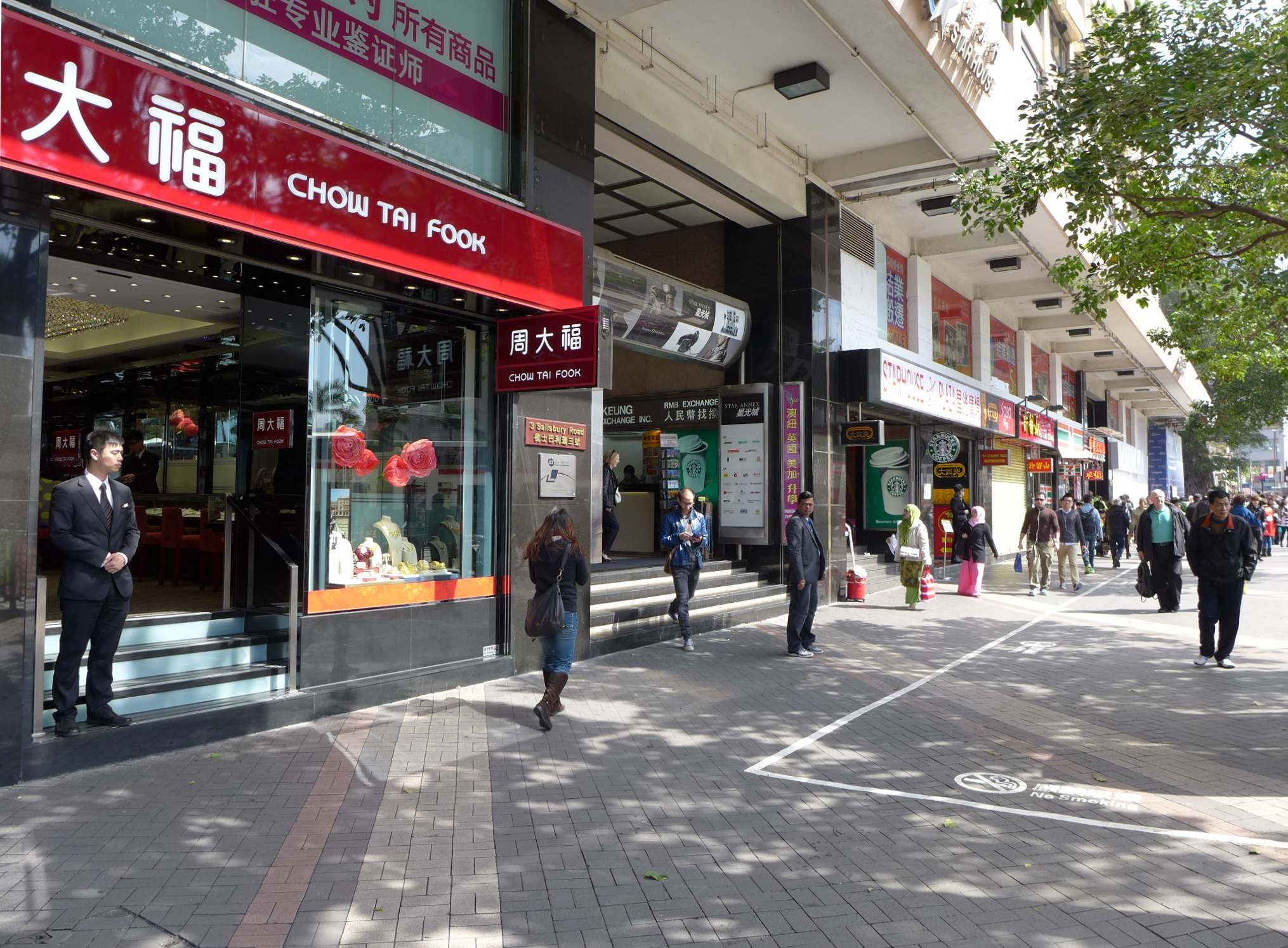
Des boutiques au pied du Star House.

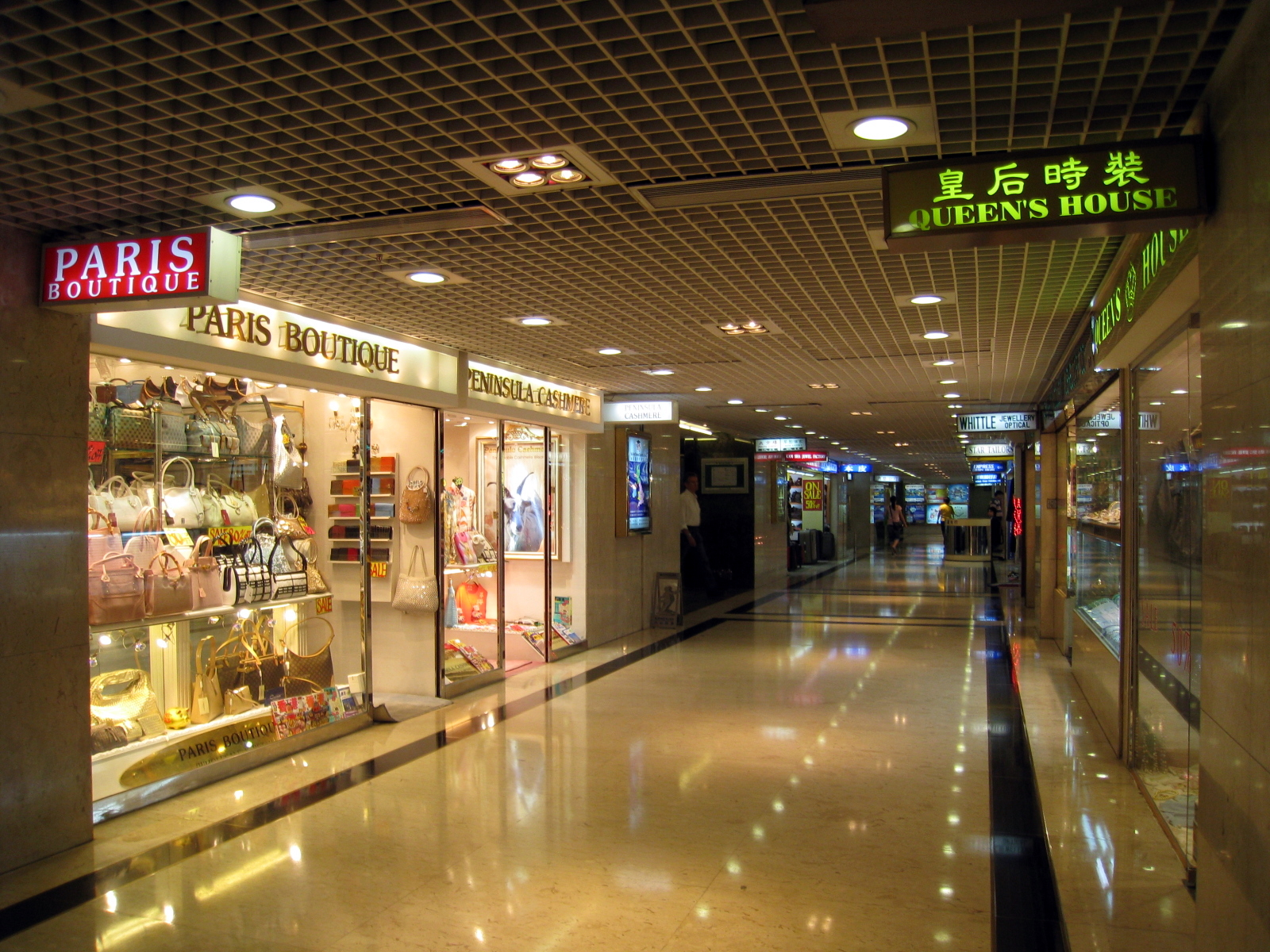
La galerie marchande.

Le Star House (星光行) est un bâtiment commercial de Hong Kong situé dans le quartier de Tsim Sha Tsui à Kowloon, plus précisément sur Salisbury Road (en) et Canton Road (zh), en face de Victoria Harbour. Il couvre 4 720 m² d'espace commercial.
Le nom du bâtiment est lié à celui de l'embarcadère de ferries de Tsim Sha Tsui de la Star Ferry, situé à proximité. Tous deux sont la propriété de la Wharf Holdings.

## Histoire
Le premier Star House est un entrepôt de deux étages construit en 1923 pour la Hong Kong and Kowloon Wharf and Godown Company Limited et démoli vers 1963 pour faire place à l'actuel bâtiment de vente au détail et commercial de 19 étages, qui est achevé vers 1967.
De 1975 à 1983, le musée d'histoire de Hong Kong y siège dans un espace loué de 700 m2,.

## Locataires
- McDonald's – au sous-sol[4]
- Librairie Eslite (en) – 2 et 3e étage (annexe de Harbour City (en))
- Restaurant Peking Garden - 3e étage
- Consulat général du Cambodge à Hong Kong - 6e étage[5]. L'une des deux missions consulaires (en) située hors de l'île de Hong Kong.

## Accès
Le bâtiment est accessible à pied depuis la station de métro de Tsim Sha Tsui.